# Declaração de Direitos de 1689
A Declaração de Direitos de 1689 (também conhecida por sua forma estatutária: Bill of Rights of 1689) foi um documento elaborado pelo Convention Parliament, formado após a fuga de Jaime II diante da chegada das tropas de Guilherme III em território britânico, no momento que ficou conhecido como Revolução Gloriosa.
Jaime II vinha tentando expandir a fé católica em seu reinado, o que não agradava os aristocratas anglicanos da Inglaterra. Sendo assim, no início de 1688 foi tramada uma conspiração contra Jaime. Guilherme III (chefe de estado da Holanda) foi “convidado a invadir” a ilha inglesa.
A Declaração, em essência, propõe limitações às ações da Coroa perante o Parlamento e a definição da sucessão da Coroa. Entre as limitações, pode-se destacar a cobrança de impostos sem o consentimento parlamentar, não podendo interferir nas eleições parlamentares e a suspensão de leis sem a anuência parlamentar.
Após sua elaboração, o documento foi entregue a Guilherme e Maria II (filha protestante de Jaime II), que aceitam os termos da declaração, sendo assim coroados rei e rainha. Pode-se dizer que Guilherme foi o primeiro rei “eleito” da Inglaterra.
Este documento é considerado um dos pilares do sistema constitucional do Reino Unido que estabelece limites aos poderes do monarca e declara os direitos do Parlamento, incluindo regular deliberação parlamentar, eleições livres e liberdade de expressão no Parlamento. O Bill of Rights é o primeiro documento oficial que garante a participação popular, por meio de representantes parlamentares, na criação e cobrança de tributos, sob pena de ilegalidade, vedando, ainda, a instituição de impostos excessivos e de punições cruéis e incomuns.

## Contexto

### Revolução Gloriosa
Em resposta aos excessos cometidos durante a Guerra Civil Inglesa e o Protetorado, ocorre a Restauração Inglesa em 1660, que leva Carlos II ao trono inglês.
Durante seu reinado, ocorrem ações para expandir a fé católica na Inglaterra, como a busca pelo estabelecimento da religião como oficial no país. Além disso, promoveu também a tolerância religiosa e uma política de aliança incondicional com a França.
Carlos II morre e Jaime II assume o trono, também tentando reinstalar o catolicismo como religião oficial. Os católicos passam a dominar o círculo próximo do soberano, assim como os postos de comando do exército e das universidades, o que leva a nobreza e o povo em geral a se alarmarem com perspectiva de perseguição em larga escala aos protestantes, como sucedida no continente europeu.
Em resposta, no início de 1688, um grupo de bispos anglicanos, aristocratas e demais parlamentares formaram uma conspiração contra Jaime II. O objetivo era convidar Guilherme de Orange, esposo da filha protestante de Jaime II, Maria, para invadir a Inglaterra e libertá-la do governo de Jaime II.
Guilherme de Orange aceita e desembarca na Inglaterra, o que leva os generais de Jaime II, Churchill e Grafton, a abandonarem seus postos e irem ao encontro de Guilherme de Orange. Como efeito desse quadro de deserção aliada, Jaime II foge à França.
Então, os notáveis da capital e outros lordes, magnatas e bispos que se encontravam na cidade formaram um comitê improvisado de segurança pública e convidaram Guilherme de Orange para que temporariamente assumisse a administração do país e convocasse um Convention Parliament, que decidiria sobre o futuro da Coroa da Inglaterra.
Assim, Guilherme III e Maria II são coroados, e em dezembro de 1689 assinam a Bill of Rights.

### Locke e a Revolução
No decorrer da Restauração da monarquia um filosofo de família burguesa chamado Jonh Locke produziu alguns trabalhos que tiveram grande influência no pensamento liberal diretamente ligado a Bill of Rigths e a Revolução Gloriosa. Em seu segundo tratado, ele defende a tese de que “o consentimento expresso dos governados é a única fonte do poder político”; o  que legitima a ascensão de Guilherme de Orange. Sob os intensos conflitos entre o Parlamento e a Coroa, a teoria de Jonh Locke parecia conciliar tanto os interesses do rei quanto dos senhores burgueses, ao impor limites a ação do monarca sem nega-los. Com o governo civil o parlamento passa a ser o interprete das leis naturais, onde cada membro seu se submete as leis por ele criadas, e o rei ficaria com o poder executivo, além do poder de veto e da prerrogativa.
Baseado em sua concepção do individualismo, Locke defendia que o indivíduo precede a sociedade, ou seja, que os homens viviam originalmente num estágio pré-social e pré-político, caracterizado pela mais perfeita liberdade e igualdade, denominado estado de natureza. Fundamentado nesse pensamento de que o estado anterior a sociedade política é um estado de liberdade natural onde cada um regula suas ações, na instituição do governo civil ocorreria a transferência dos poderes dos indivíduos ao governo por meio do consentimento de que este governo falará em nome do povo, ditando o bem comum segundo os interesses do povo. Assim, argumentava que a monarquia absoluta não pode ser uma forma de governo civil, pois o monarca julga em causa própria.
Seu pensamento opunha-se à monarquia absoluta, defendendo o governo civil e buscando outra forma de legitimação do poder político. A síntese do seu pensamento estava na 'não intervenção' do estado sobre o indivíduo e a submissão do soberano a suas próprias leis. Diferentemente do regime absolutista, o governo deveria basear-se na noção de que as leis organizarão a sociedade, e sua garantia se dará no apoio que as leis tem na força concentrada no executivo. Ainda segundo sua teoria, com a estabilização de uma sociedade política, esta deverá escolher uma forma de governo de sua preferência, que deverá ter um poder legislativo como protagonista. Sendo assim, Locke fornece a justificação moral, política e ideológica para a Revolução Gloriosa e para a monarquia parlamentar.

## A Declaração
A Bill of Rights pode ser considerada o documento que melhor encapsula os objetivos da Revolução Gloriosa. Contudo, o documento conhecido como Bill of Rights é, na verdade, a forma estatutária de outro documento, a Declaração de Direitos de 1689. Sendo assim, a Bill é o texto que se tornou, de fato, lei, enquanto a Declaração é o documento que foi apresentado a Maria II e Guilherme III antes de estes serem declarados Rei e Rainha.

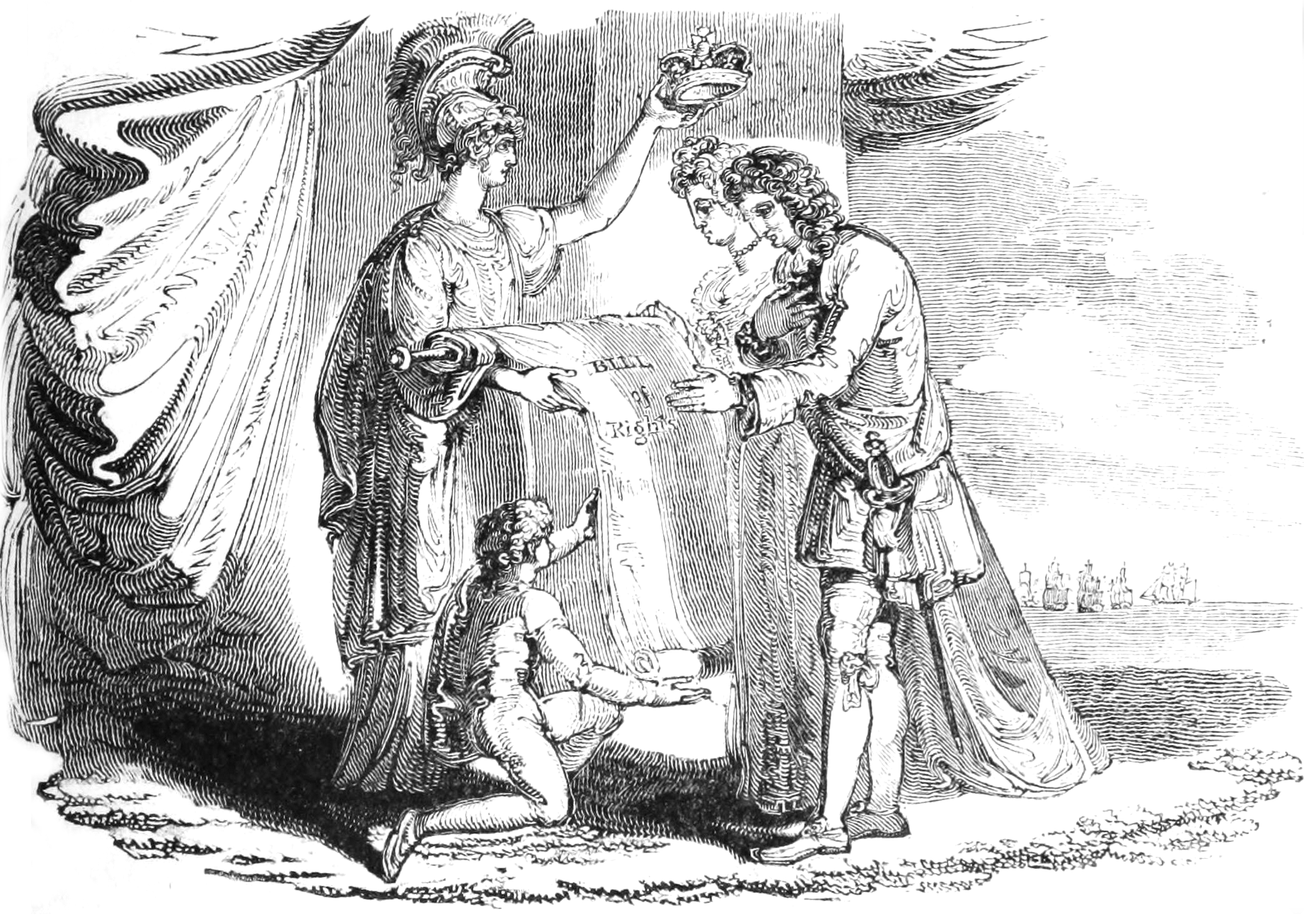
Gravura alegórica representando a Declaração de Direitos de 1689.

### Convention Parliament
Com Jaime II em fuga e  Guilherme de Orange reivindicando o trono, um Convention Parliament foi formado, ou seja, um Parlamento que não havia sido formalmente convocado pelo monarca. Foi esse Parlamento que desenvolveu a Declaração dos Direitos. A Declaração se ocupou de detalhar os erros cometidos por Jaime II e especificar os direitos dos ingleses que nenhum monarca poderia violar, além de estabelecer  Guilherme III e Maria II, que era filha de Jaime II, como Rei e Rainha da Inglaterra.
Este documento foi um acordo entre os partidos ingleses  Whig e Tory. Contudo, não havia consenso ideológico entre eles, e o resultado foi a elaboração de proposições essencialmente vagas, como “reunião frequente de parlamentos”, sem estipular essa frequência, ou a proibição de “punições cruéis ou pouco usuais”, sem estabelecer o que elas eram. Posteriormente, novas leis corrigiriam esses aspectos vagos, mas ainda em um contexto em que intensas diferenças persistiam entre os dois partidos, ou seja, a Declaração foi um consenso momentâneo, não um acordo permanente.

### Circulação de ideias
Centenas de panfletos, tratados e folhetos foram impressos na época do Convention Parliament. Esses documentos representam o que as pessoas estavam lendo durante momentos de instabilidade política, ou seja, as ideias que estavam circulando. De modo geral, mostram que havia um desejo não de apenas mudar o Rei, mas de modificar o funcionamento da própria Monarquia. Além disso, evidenciam que as definições presentes na Declaração têm, em grande parte, conexões diretas com discussões antigas, algumas datando até mesmo da Revolução Inglesa.
O argumento geral apresentado por diversos dos panfletos era de que poder real não derivava de um Direito Divino dos Reis, mas sim do próprio povo, através de contratos estabelecidos com o monarca. Jaime II teria descumprido esses contratos e, portanto, o povo tinha direito de reestabelecer o pacto com outro monarca, atividade que estava sendo empreendida pelo Convention Parliament. Uma série de mudanças que circulavam na imprensa foram, de fato, discutidas no Parlamento, como a limitação dos poderes legislativos do Rei e a autoridade real sobre os militares.
O primeiro rascunho da Declaração possuía diversas restrições ao poder real, mas a versão final foi mais diluída devido aos conflitos entre os partidos e a necessidade urgente de se reestabelecer a ordem.
A Declaração de Direitos foi lida para Guilherme e Maria, que a aceitaram, em 13 de fevereiro de 1689, quando a Coroa lhes foi oferecida. Em 16 de dezembro do mesmo ano recebeu o Consentimento Real e se tornou um Ato Parlamentar.

## Provisões do Ato
A Declaração de Direitos consistia em queixas em relação ao governo do rei Jaime II e, por conseguinte, a promulgação de certas leis que não poderiam ser alteradas, e que deveriam ser a base de Direitos do cidadão inglês, além de também constituir as novas obrigações e poderes do rei.
As principais queixas que foram levantadas em relação ao rei Jaime II, no documento, eram:
- Assumir e exercer o poder de dispensar, suspender e executar leis sem o consentimento do Parlamento.
- Prender e processar diversos prelados que tentaram se eximir da obrigação de concordar com as posições tomadas por ele.
- Levantar dinheiro para o uso da Coroa de maneira diferente do que havia sido permitido pelo Parlamento.
- Erguer e manter um exército permanente dentro do reino em tempo de paz sem o consentimento do Parlamento.
- Desarmar vários súditos Protestantes ao mesmo tempo que Católicos continuavam armados, contrariando a lei.
- Violar a liberdade de eleição de membros do Parlamento.
- Realizar processos na Corte do Rei por questões e causas reconhecíveis apenas no Parlamento, e diversos outros cursos arbitrários e ilegais.
- E permitir que, nos anos recentes, pessoas corruptas e não qualificadas servissem nos julgamentos.
- Cobrar fiança excessiva de pessoas condenadas em casos criminais para evitar que se beneficiassem das leis que haviam sido feitas para a Liberdade dos sujeitos.
- Impor multas excessivas.
- Infligir punições cruéis e ilegais.
- Fazer várias concessões e promessas de multas e confiscos antes de qualquer condenação ou julgamento.

Em decorrência de tais ações do último rei, o parlamento instituiu novas leis que passariam a entrar em vigor, e essas leis deveriam ser observadas pelo então novo rei Guilherme de Orange. Tais leis estipulavam:
- Que o suposto poder de suspender as leis ou execução de leis pela autoridade real sem o consentimento do Parlamento é ilegal.
- Que o suposto poder de dispensar leis ou execução de leis pela autoridade real, como havia sido assumido e executado, é ilegal.
- Que arrecadar dinheiro para o uso da Coroa por prerrogativa, sem consentimento do Parlamento, ou de forma diferente da por esse autorizada, é ilegal.
- Que é direito dos súditos peticionar o rei, e toda execução ou processo por tal petição são ilegais.
- Que a criação ou manutenção de um exército permanente dentro do reino em tempos de paz, a não ser com o consentimento do Parlamento, é contra a lei.
- Que os súditos Protestantes possam ter armas para sua defesa adequadas às suas condições conforme permitido por lei.
- Que a eleição dos membros do Parlamento deve ser livre.
- Que a liberdade de expressão e os debates ou procedimentos do Parlamento não devem ser contestados ou questionados em nenhuma outra corte ou lugar fora do Parlamento.
- Que fianças e multas excessivas não devem ser exigidas, nem punições cruéis ou incomuns devem ser infligidas.
- Que todas as concessões e promessas de multas e confiscos antes de condenação são ilegais e nulas.
- E que para a reparação de todas as queixas e emendas, o fortalecimento e a preservação das leis, os Parlamentos deveriam ser formados frequentemente.

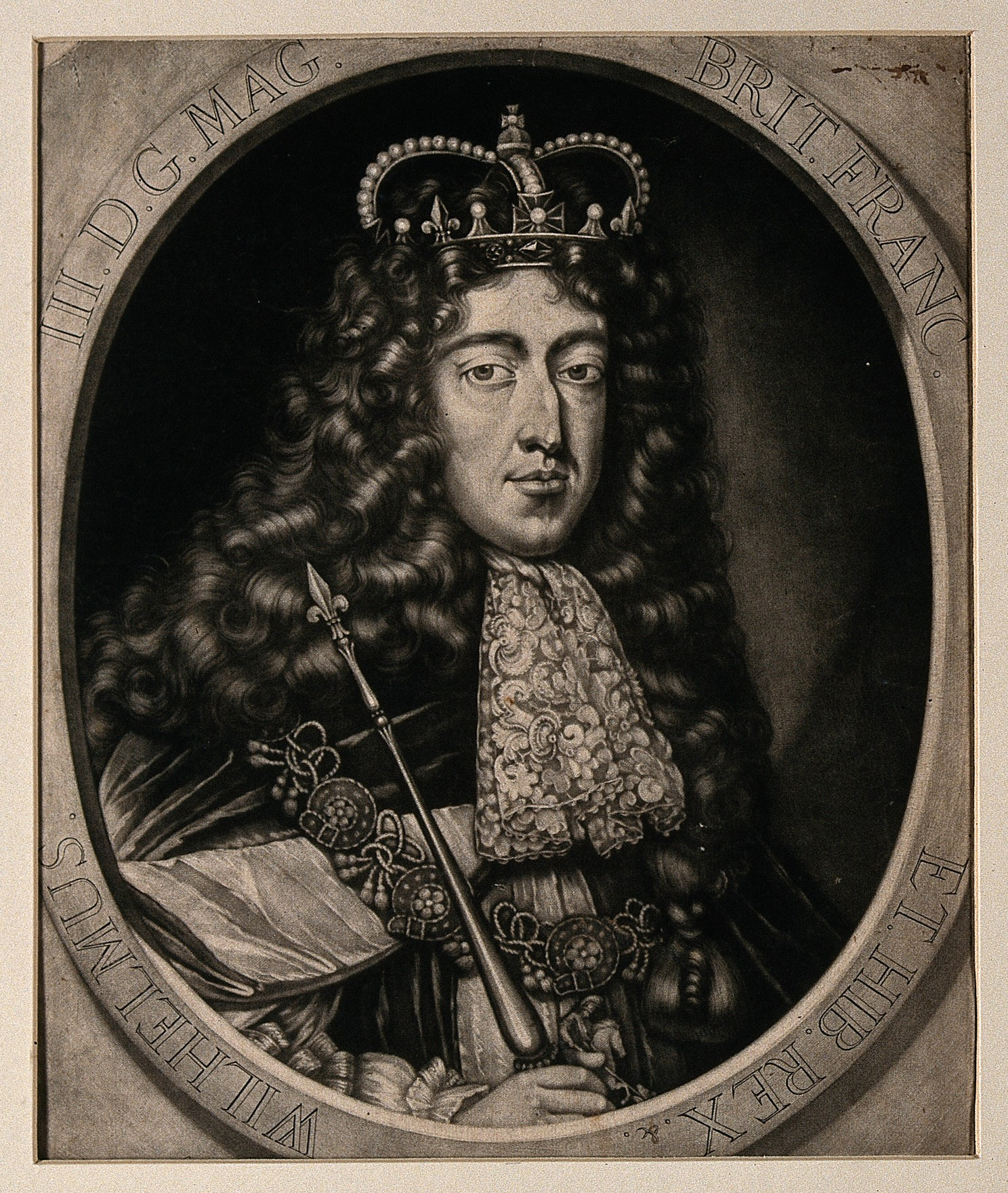
Rei Guilherme III da Inglaterra, também conhecido como Guilherme de Orange.

## Consequências
Uma vez instituída a Bill Of Rights, uma série de novos atos começaram a ser passados para garantir o que havia sido estipulado. O Triennial Act de 1694 estipulou que o Parlamento se reunisse uma vez por ano e haveriam eleições gerais a cada três anos. Os Mutiny Acts, renovados anualmente, tornavam a manutenção de um exército legal por apenas um ano. Relativa liberdade de imprensa a partir de 1695.
A Bill não apenas substituiu o Rei, mas também modificou a monarquia e as prerrogativas militares conferidas ao monarca. A principal questão colocada era decidir quem deveria exercer a soberania, Parlamento ou Rei, e os homens escolheram o Parlamento.
Há diferentes interpretações, que conferem diferentes graus de importância a este documento. Enquanto alguns estudiosos o colocam como fundamental para o desenvolvimento da Constituição do Reino Unido, outros os dão pouca importância, afirmando que era um documento essencialmente conservador e vago.
Além disso, a Bill inspirou outras Declarações de Direito na história, como a Declaração dos Direitos dos Estados Unidos. Foi através dela, também, que os americanos justificaram sua independência, alegando, assim como os ingleses na Revolução Gloriosa, que o Rei estava descumprindo com suas funções. É possível, também, encontrar traços do documento na Convenção Europeia dos Direitos Humanos.